# Forallac
Forallac es un municipio español de la provincia de Gerona, en la comunidad autónoma de Cataluña. Ubicado en la comarca del Bajo Ampurdán, tiene una población de 1766 habitantes (INE 2024).

## Toponimia
El nombre del municipio está formado a partir de la combinación de los nombres de los tres núcleos agregados, según acordaron los responsables municipales que promovieron la agregación. Forallac toma la parte de primera, la segunda y la tercera sílaba de Fonteta, Peratallada y Vulpellac, después de colocar sus nombres por orden alfabético. Llegó a recibir por un tiempo la denominación oficial de Forallach.

## Geografía

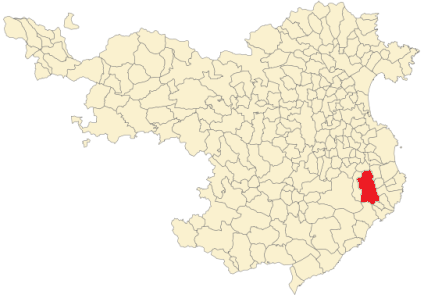
Situación de Forallac en la provincia de Gerona

El término se extiende por la llanura del Ampurdán en buena parte de la cuenca del río Daró hasta la entidad de población de Fitor, en el macizo de Las Gavarras.

## Historia
Se constituyó formalmente el 10 de marzo del 1977 fruto de la unión de los términos municipales de Fonteta, Peratallada y Vulpellach.
Aunque cada núcleo conserva su edificio municipal, la sede administrativa está en Vulpellac, donde en 1998 se inauguró el nuevo ayuntamiento.

## Núcleos de población
Forallac está formado por ocho núcleos o entidades de población. 
Lista de población por entidades:
| Entidad de la población  | Habitantes (2005) |
| ------------------------ | ----------------- |
| Bordeta, La              | 145               |
| Canapost                 | 59                |
| Fonteta                  | 297               |
| Peratallada              | 222               |
| Puig de Sant Ramon       | 531               |
| Sant Climent de Peralta  | 85                |
| Santa Susanna de Peralta | 80                |
| Vulpellach               | 326               |

## Símbolos
- El escudo de Forallac fue aprobado el 21 de mayo de 1998.[4] Está compuesto, igual que el municipio, por los pueblos de Fonteta, Peratallada y Vulpellach. El castillo central alude a los castillos de Peratallada y Vulpellach, y los emblemas del alrededor se refieren a cada uno de los emblemas de los pueblos fundadores del municipio: el león proviene de las armas de los barones de Peratallada, de cuales también procede la corona del escudo, la fuente heráldica de arriba del castillo es el símbolo de Fonteta, el cual es un elemento parlante del nombre de la localidad, y el monte floreado con las dos rieras en su interior viene de las armas parlantes de los Sarriera, señores de Vulpellach. Se define por el siguiente blasón:

Escudo losanjado, de color púrpura, un castillo de argén abierto surmontado de una fuente de argén y azur y acostado de un roel de azur con un león de argén a la diestra, y de un bezante de oro con un monte florliseado de azur cargado de dos palos ondados de argén a la siniestra. Por timbre una corona de barón.

- La bandera de Forallac Fue publicada en el DOGC el 26 de noviembre de 1999. Se define por la siguiente descripción:

Bandera apaisada de proporciones dos de alto por tres de largo, cuatricolor horizontal, con cuatro franjas iguales, de arriba a abajo de colores púrpura, blanco, azul y amarillo.

## Demografía
Forallac cuenta con una población de 1766 habitantes (INE 2024).
| Gráfica de evolución demográfica de Forallac entre 1981 y 2021 |
| |
| Población de derecho según los censos de población del INE Población de hecho según los censos de población del INEEntre el censo de 1981 y el anterior, aparece este municipio porque se fusionan los municipios Fonteta, Peratallada y Vulpellach |

## Administración
| Periodo   | Nombre          | Partido |
| --------- | --------------- | ------- |
| 2003-2007 | Josep Sala Leal | CiU     |
| 2007-2011 | Josep Sala Leal | CiU     |
| 2011-2015 | Josep Sala Leal | CiU     |
| 2015-2019 | Josep Sala Leal | CDC     |

## Proyecto de macroplanta de tratamiento de residuos
El 2012, el Ayuntamiento de Forallac aprobó un proyecto de construcción de una macroplanta de tratamiento de residuos, "ecoparc", que trataría 100 000 toneladas de residuos anuales y ocuparía 16 000 m², casi como tres campos de fútbol, en medio de un paraje de gran valor arqueológico, histórico y natural: las canteras ibéricas de Els Clots de Sant Julià, que por sus características rocoso-arenosas son hábitat de aves, reptiles y anfibios poco comunes.
El proyecto ha sido fuertemente rechazado por los vecinos de Forallac y varias plataformas ecologistas y culturales. El 13/1/2013, la plataforma “Salvem Forallac”, integrada por las entiadades Veïns i fills de Forallac, Amics i amigues dels Clots de Sant Julià i SOS Empordanet, organizaron una manifestación en Vulpellac en la que participaron unas 250 persones. El 10/3/2013 hubo una segunda manifestación, que contó con la participación de unas 500 personas.